# 김유리 (1977년생 배우)
김유리(본명: 김정아, 1977년 2월 16일~)는 대한민국의 배우이자 모델이었다.

## 학력
- 1989년 서울언북국교(지금의 서울언북초등학교) 졸업[1]
- 1992년 신구중학교 졸업[2]
- 1995년 동덕여자고등학교 졸업[3]
- 2002년 동국대학교 예술대학 연극영화학과 학사[4]

## 출연작

### 드라마
| 연도 | 방송사 | 제목                         | 역할   | 비고 |
| ---- | ------ | ---------------------------- | ------ | ---- |
| 1989 | KBS2   | 빨주노초파남보               | 해인이 |      |
| 1990 | MBC    | 별난가족 별난학교            | 피어선 |      |
| 1991 | KBS1   | 맥랑시대                     |        |      |
| 1992 | KBS2   | 내일은 사랑                  | 황진숙 |      |
| 1993 | MBC    | 당신 없는 행복이란           |        |      |
| 1993 | SBS    | 공룡선생                     |        |      |
| 1996 | MBC    | 서울 하늘 아래               | 우연희 |      |
| 1997 | MBC    | 그대 그리고 나               | 최영미 |      |
| 1997 | MBC    | 전원일기                     |        |      |
| 1997 | SBS    | 70분드라마 - 섬              |        |      |
| 1998 | SBS    | 7인의 신부                   | 한성희 |      |
| 1998 | MBC    | 여자 대 여자                 | 유여리 |      |
| 1998 | KBS2   | 세바구니의 행복              |        |      |
| 1998 | KBS2   | 전설의 고향 - 저승에서 핀 꽃 | 수인   |      |
| 1998 | MBC    | 세상 끝까지                  |        |      |
| 1998 | MBC    | 남자 셋 여자 셋              | 김유리 |      |
| 1998 | MBC    | 여자를 말한다 - 짝사랑       | 정미   |      |
| 1999 | MBC    | 아니 벌써                    |        |      |
| 1999 | SBS    | 토마토                       | 엄유나 |      |
| 1999 | SBS    | 크리스탈                     |        |      |

### 영화
- 1996년 《피아노 맨》 … 간호사 2 역
- 1997년 《오디션》 … 혜리 역
- 1999년 《산전수전》 … 정아현 동생 역

## 홍보대사
- 모닝글로리
- 아모레퍼시픽 지지 화장품
- GC녹십자 센스틱